# حزب الديمقراطيين 66

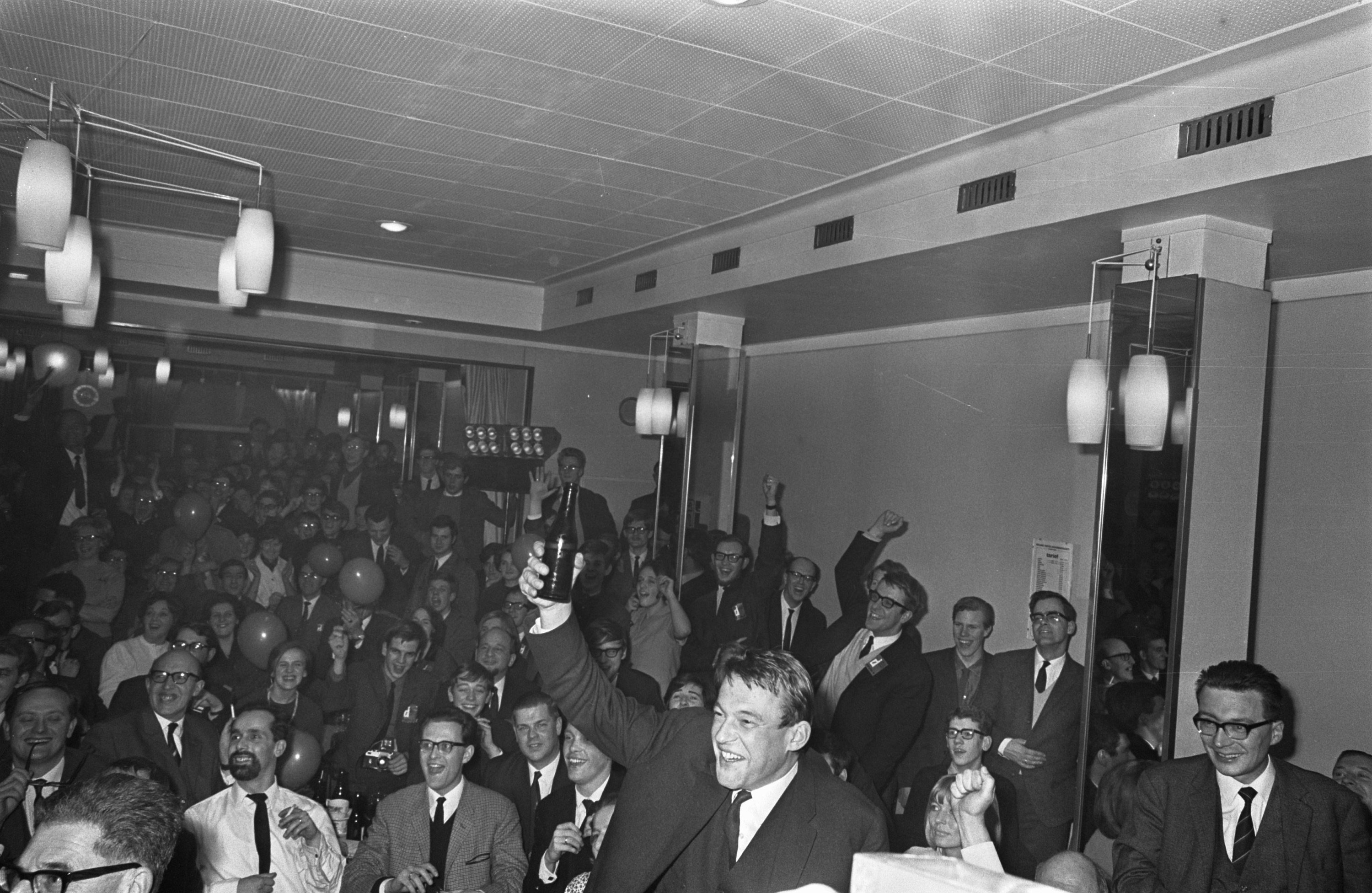
صورة للسياسي الراحل فان ميرلو سنة 1967

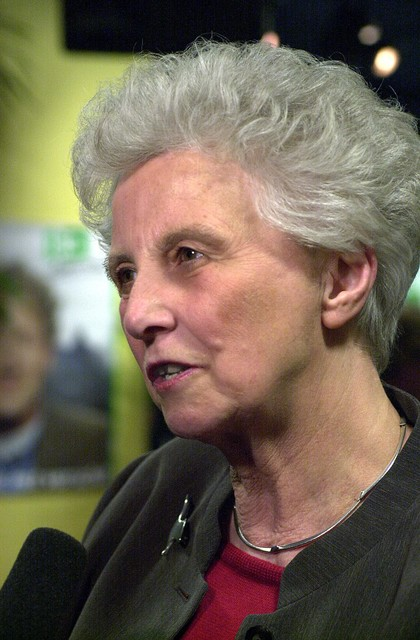
صورة لاحدى مشاهير الحزب ، السيدة إلس بورست التي وجدت مقتولة امام بيتها 2014

الديمقراطيون 66 (الديمقراطيون 66) حزب سياسي هولندي، أسس سنة 1966، من أحزاب الوسط ذو التوجه الليبيرالي الاجتماعي.

## القادة
- هانس فان ميرلو من 1966 إلى 1973
- يان ترلاو من 1973 إلى 1982
- لورينس يان برينكهورست 1982 إلى 1982
- مارتن انغبيردا من 1982 إلى 1986
- هانس فان ميرلو من 1986 إلى 1998
- الست بورست من فبراير1998 إلى ماي 1998
- توم دو غراف من 1998 إلى 2003
- بوريس دي تريش من 2003 إلى 2006
- لويس ويس فان در لان 2006 - 2006
- الكسندر بيشتولد 2006 - اليوم

## مواقع خارجية
- الموقع الرسمي على الشبكة www.d66.nl